# Hydroptila upulmalie
Hydroptila upulmalie är en nattsländeart som beskrevs av Chantaramongkol och Malicky 1986. Hydroptila upulmalie ingår i släktet Hydroptila och familjen smånattsländor. Inga underarter finns listade i Catalogue of Life.